# Groupe ONA
Pour les articles homonymes, voir Ona.
Le groupe ONA, acronyme de Omnium nord-africain est, avant sa dissolution en 2010, le premier groupe industriel et financier privé marocain.
Le groupe est constitué sous forme de conglomérat qui investit dans plusieurs entreprises dans différents domaines d'activité dont les mines, l'agroalimentaire, la grande distribution et les services financiers.
À l'origine la Compagnie générale de transport et de tourisme fondée en 1919 par le français Jean Épinat, s'appuyant sur Thami El Glaoui, elle devient Omnium nord-africain en 1934. Après la Seconde Guerre mondiale, les biens de Jean Épinat tombent sous le contrôle de la Banque de Paris et des Pays-Bas. En 1980, la famille royale marocaine rachète les participations de Paribas par le biais d'Ergis-Siger.
Le 31 décembre 2010, la fusion absorption par sa société mère la Société nationale d'investissement prend fin.

## Histoire
- 1919 : création de la Compagnie Générale de Transport et de Tourisme (CGTT) par Jean Épinat
- 1928 : CGTT devient agent exclusif de General Motors au Maroc jusqu’en 1945
- 1934 : la CGTT devient Omnium Nord Africain et se diversifie dans le secteur des mines
- 1953 : après la Seconde Guerre mondiale, les biens de Jean Épinat tombent sous le contrôle de la Banque de Paris et des Pays-Bas
- 1980 : la famille royale rachète la participation de Paribas dans ONA, et devient l'actionnaire de référence du groupe
- 1982 : le groupe prend des participations dans des secteurs variés, notamment lait et dérivés, sucre, banques, chimie, textile
- 1986 : prise de participation dans Lesieur Afrique et acquisition de près de 40 % de la Banque commerciale du Maroc
- 1988 : investissement dans la première chaîne télévisuelle à péage du monde arabe avec 2M
- 1990 : investissement dans la grande distribution avec l'ouverture du premier hypermarché Marjane Bouregreg
- 1995 : introduction en bourse du Groupe ONA
- 1995 : investissement dans le club de football casablancais le Raja Club Athletic
- 1999 : SNI prend le contrôle de ONA
- 2005 : acquisition de Maroc Connect, deuxième FAI marocain, qui deviendra Wana Corporate
- 2005 : création de Nareva Holding qui portera les activités énergétiques
- 2009 : lancement de inwi
- 25 mars 2010 : annonce de la réorganisation stratégique comprenant la fusion avec la SNI, et le retrait de leurs actions de la Bourse des valeurs de Casablanca[2]
- 31 décembre 2010 : dissolution de ONA dont les activités sont apportées à la SNI

## Branches d'activité en 2009
- Agroalimentaire (51,5 % du CA) :
  - Centrale Danone : laits et dérivés (vendue en 2012 à Danone)
  - Fromagerie des Doukkala : fromages
  - Cosumar : sucre
  - Lesieur Cristal : huiles (vendue en 2012 à Sofiprotéol)
  - Bimo : biscuits (vendue en 2012 à Kraft Foods)
  - Sotherma : eaux minérales
  - CMB Plastique : emballages plastiques
  -  : Produits de la mer
- Distribution (40,5 % du CA) :
  - Marjane : grande distribution, centre commercial
  - Acima : grande distribution, centre commercial (Marjane market depuis 2019)
  - Sopriam : distribution automobile
  - OPTORG : distribution de biens d'équipements
- Mines (6,1 % du CA) :
  - Groupe Managem : opérateur de référence du secteur minier au Maroc et en Afrique
  - Sonasid : Société nationale de sidérurgie SA
- Relais de Croissance et Holdings (1,5 % du CA) :
  - Inwi : opérateur de télécommunications
  - Nareva : énergie, énvironnement
  - Onapar : holding immobilier du groupe ONA
    - Accolade : centre d'appel
    - Archos Conseil : conseil opérationnel en management, l'organisation et les systèmes d'information (ne fait plus partie du groupe ONA, la société est acquise à 100 % par Capital Consulting depuis le 18 janvier 2010[3])
    - NetCom : systèmes et réseaux d’entreprises
- Activités financières (0,4 % du CA) :
  - Attijariwafa Bank : premier groupe bancaire et financier du Maghreb et d'Afrique
  - Agma Lahlou-Tazi : pionnier du conseil et du courtage en assurance et réassurance au Maroc

## Actionnariat
Les actionnaires de la holding en 2009
| Actionnaire         | %     |
| ------------------- | ----- |
| SNI                 | 35,05 |
| Flottant en bourse  | 24,33 |
| RMA Wataniya        | 6,96  |
| LAFICO              | 5,95  |
| MCMA/MAMDA          | 5,27  |
| Siger               | 5,00  |
| CIMR                | 4,14  |
| FIII                | 2,85  |
| Danone              | 2,71  |
| BSCH                | 2,23  |
| Attijariwafa Bank   | 1,40  |
| Wafa Assurance      | 1,33  |
| Société Générale    | 1,15  |
| AXA Assurance Maroc | 0,86  |
| CMR                 | 0,56  |
| ONHYM               | 0,14  |
| Zellidja            | 0,04  |
| Investima           | 0,03  |

## ONA en chiffres
Le chiffre d'affaires du groupe est passé de 16,3 milliards de DH en 1992 à 36,8 milliards de DH en 2008,.

## Anciens présidents
- Fouad Filali (1986 - 20 avril 1999)
- Mourad Cherif (1999 - 2002)
- Bassim Jaï Hokimi (2002 - 2005)[7]
- Saâd Bendidi (février 2005 - 15 avril 2008)
- Mouatassim Belghazi (11 avril 2008 - 15 mars 2011)